# نديم القصار
نديم القصار (مايو 1964 -) هو رجل أعمال لبناني شغل منصب مدير عام مصرف فرنسبنك، ورئيس مجلس الإدارة والمدير العام لبنك BLC.

## نشأته
ولد نديم القصار في بيروت في مايو 1964. كان جده وفيق القصار قاضيًا ثم أصبح سفيرًا لبلاده في باكستان، ثم سفيرًا إلى تركيا، وأسس كلية الحقوق في لبنان. وعمّه عدنان القصار أسس مع شقيقه شركة عائلية بالإضافة إلى كونه وزير دولة، كما ترأس غرفة التجارة اللبنانية لمدة ثلاثة عقود، بالإضافة إلى كونه رئيس مجلس إدارة بنك فرنسبنك، الذي يشغل حاليًا ابن أخيه نديم منصب المدير العام فيه. قام والد نديم القصار بتطوير مسيرته المهنية في مجال الخدمات المصرفية، ليصبح رئيسًا تنفيذيًا ونائب رئيس مجلس إدارة «فرنسبنك» ويرأس العديد من فروعه إلى جانب كونه القنصل الفخري العام لجمهورية المجر. 
القصار هو واحد من جيل جديد من رجال الأعمال اللبنانيين الذين يسعون جاهدين لإعادة لبنان إلى موقعه المركزي كمركز أعمال عالمي من خلال تطوير الصناعة المصرفية اللبنانية حيث يعمل حاليًا في فرنسبنك، الذي تأسس عام 1921، وهو أحد البنوك الرئيسية في لبنان، رغم أنه يعمل حاليًا تحت رعاية بنك كريدي أجريكول الفرنسي.
يهوى نديم السفر على نطاق واسع وركوب الخيل خاصةً الخيول العربية الشهيرة.

## حياته المهنية
عمل في البداية في شركة «إي إي القصار» للتجارة والاستثمار التي تأسست لأول مرة في عام 1949، والتحق نديم القصار بالجامعة الأمريكية في بيروت وحصل على درجة البكالوريوس في إدارة الأعمال عام 1986. وبعد التخرج من الجامعة واصل العمل في الشركات التابعة للعائلة، وترقى في نهاية المطاف إلى منصب المدير العام في فرنسبنك في عام 1990.
أسس نديم فرع فرانسبنك في الجزائر، وهو البنك اللبناني الوحيد في ذلك الجزائر، بالإضافة إلى تأسيس الذراع الاستثماري للمصرف، وخلال فترة توليه منصب المدير العام قام أيضًا بتوسيع شبكة فروع المصرف الخاصة به ليصبح 107 فرع موجودة في مواقع إستراتيجية في جميع أنحاء البلاد. كما شهد عام 2010 تحقيق أداء قياسي للبنك حيث ارتفعت الأرباح بنسبة 40٪ تقريبًا، في الوقت الذي كانت فيه العديد من البنوك في جميع أنحاء العالم تكافح من بسبب الأزمة المالية، كما تم الحفاظ على نسبة احتياطيات البنك من رأس المال حيث بلغت 12 ٪، مما يحمي البنك من التقلبات المفاجئة والأزمات المالية المُحتملة.
وفي عام 2008 حصل نديم القصار على جائزة من قبل منتدى المرأة العربية لمساهمته في فرنسبنك، وفي عام 2011 - وهو الذكرى السنوية التسعين لتأسيس البنك - أنتج نديم فيلمًا لبنانيًا حاز على جوائز وهو فيلم «ستراي بوليت»، وأطلق نديم مبادرة تقديم قروض مايكروسوفت للمساعدة في انتشار الوصول إلى الكمبيوتر، ومبادرة توفير إمكانية الوصول إلى PayPass لتسريع معاملات البطاقات.